# 紋別岳 (千歳市)

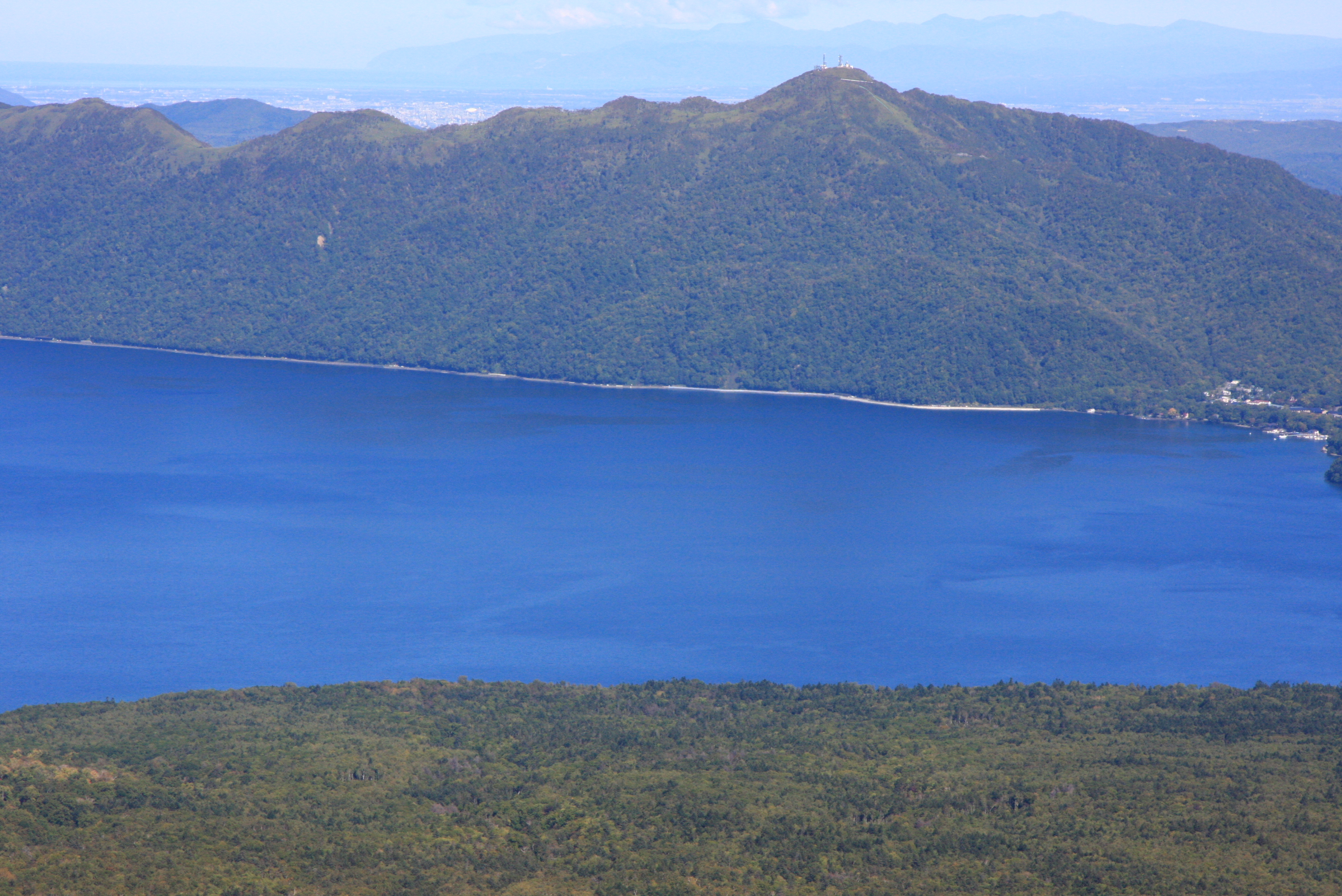
樽前山から俯瞰する支笏カルデラ紋別岳。遠望は札幌市南東部

紋別岳（もんべつだけ）は、北海道石狩振興局千歳市にある標高866 mの山。支笏カルデラの外輪山である。支笏洞爺国立公園内に含まれる。
山名はアイヌ語で「ゆっくり流れる静かな川」を意味する「モ・ペッ」に由来する。山頂には二等三角点「紋別岳」が設置されているほか、NTT無線中継所（支笏無線中継所）があり、山頂に向かって螺旋状に保守点検用の舗装道路が造成されている。

## 近隣の山
- 恵庭岳 (1,320 m)
- 風不死岳 (1,102.5 m)
- 樽前山 (1,041 m)
- イチャンコッペ山 (829 m)
- モラップ山 (506.5 m)
- 丸山遠見 (327 m)